# Volsk
Volsk (russisk: Вольск, tr. Volsk) er en by i det vestlige Rusland, beliggende i Saratov oblast, ved bredden af floden Volga. Volsk har 55.035(2021) indbyggere. Byen ligger 147 km nordøst for Saratov. Predtupikovaja banegården på Privolzjskaja jernbanen, der betjener oblasterne Saratov, Volgograd og Astrakhan har en station, Volsk-2, byen.
Volsk blev grundlagt i 1690 .